# Laricobius schawalleri
Laricobius schawalleri is een keversoort uit de familie tandhalskevers (Derodontidae). De wetenschappelijke naam van de soort is voor het eerst geldig gepubliceerd in 2000 door Háva & Jelínek.